# Mercedes-Benz W06
Mercedes-Benz S/SS/SSK är en sportbil, tillverkad av den tyska biltillverkaren Mercedes-Benz mellan 1927 och 1934.

## Bakgrund
Mercedes-Benz stora sportbil var en vidareutveckling av Modell K. Den nya bilen hade större motor och ett lägre chassi som sänkte tyngdpunkten och gav bättre vägegenskaper. Bilarna användes flitigt som tävlingsvagnar, mot bland andra Alfa Romeo och Bentley, men fungerade lika bra för landsvägskörning.
De stora kompressorvagnarna var chefskonstruktören Ferdinand Porsches skötebarn och han lade så mycket tid på utvecklingen av dessa att han till slut fick gå, när företagsledningen anklagade honom för att försumma det övriga modellprogrammet. Men dessa imponerande bilar och de framgångar de hade inom motorsporten har troligen betytt mer för varumärket Mercedes-Benz än någon annan modell.

## Motor
Bilarna hade sexcylindriga motorer med vevhus och motorblock i aluminium. Det avtagbara cylinderhuvudet, i gjutjärn, hade en kamskaftsdriven överliggande kamaxel. Motorn var försedd med dubbla förgasare och en Roots-kompressor, monterad längst fram på motorn och driven från vevaxeln via en koppling. Kompressorn kopplades in först när gaspedalen trycktes i botten och var bara avsedd att ge extra kraft vid exempelvis omkörningar. Mercedes var mycket tydliga med att kompressorn bara fick användas under max 20 sekunder, därefter kunde motor och kraftöverföring ta skada av den ökade kraften.
Motorn i Modell S var på 6,8 liter, medan övriga hade en ännu större 7,1 litersmotor. Motorn fanns i ett antal olika versioner med allt högre effekter, beroende på kundens önskemål. Effekten framgår av modellbeteckningen, där den första siffran avser den tyska skatteklassen, direkt proportionerlig mot cylindervolymen. Den andra siffran avser effekten utan överladdning och den tredje avser effekten med kompressorn inkopplad.
| Modell        | Motor                    | Cylindervolym | Effekt     | Bränslesystem                |
| ------------- | ------------------------ | ------------- | ---------- | ---------------------------- |
| 26/120/180 PS | M06: 6-cyl radmotor SOHC | 6800 cm³      | 120/180 hk | Dubbla förgasare, kompressor |
| 27/140/200 PS | M06: 6-cyl radmotor SOHC | 7065 cm³      | 140/200 hk | Dubbla förgasare, kompressor |
| 27/160/200 PS | M06: 6-cyl radmotor SOHC | 7065 cm³      | 160/200 hk | Dubbla förgasare, kompressor |
| 27/170/225 PS | M06: 6-cyl radmotor SOHC | 7065 cm³      | 170/225 hk | Dubbla förgasare, kompressor |
| 27/180/250 PS | M06: 6-cyl radmotor SOHC | 7065 cm³      | 180/250 hk | Dubbla förgasare, kompressor |
| 27/240/300 PS | M06: 6-cyl radmotor SOHC | 7065 cm³      | 240/300 hk | Dubbla förgasare, kompressor |

## Modell S (1926-30)
Modell S, där S står för Sport, introducerades 1926. Bilen fanns med ett motoralternativ: 26/120/180 PS. De flesta bilarna hade öppna fyrsitsiga karosser.

## Modell SS (1928-34)
1928 tillkom Modell SS, eller Super Sport, med en större motor. Bilen fanns med två motoralternativ: 27/140/200 PS (som 1930 ersattes av 27/160/200 PS) och 27/170/225 PS. Tillverkningen upphörde i praktiken 1932, men modellen fanns kvar på programmet till 1934.

## Modell SSK (1928-32)
Samtidigt med SS presenterades Modell SSK med kort hjulbas. Bilen hade samma motorer som den större SS, men dessutom fanns den starkare 27/180/250 PS. SSK såldes med öppna tvåsitsiga karosser.

## Modell SSKL (1929-32)
Modell SSKL (Super Sport Kurz Leicht) var en ren tävlingsversion som användes av fabriksstallet. Den tillverkades bara i några enstaka exemplar. På den här motorn, kallad 27/240/300 PS, var kompressorn permanent inkopplad.

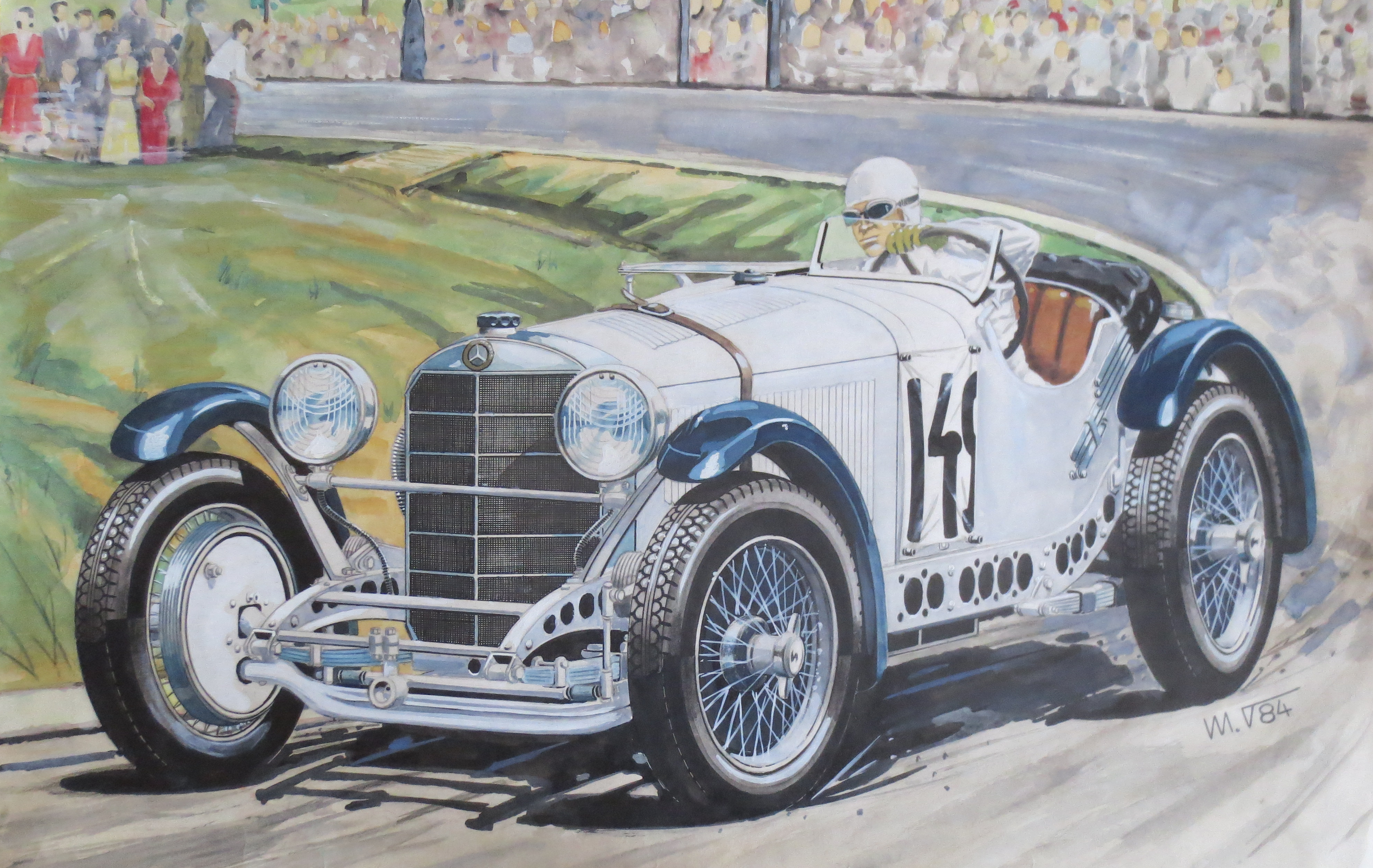
R. Caracciola, Mercedes-Benz SSKL, Zbraslav-Jíloviště (1931)

Fabriksstallets främste förare, Rudolf Caracciola, vann Mille Miglia-loppet 1931 med en SSKL.

## Tillverkning
Tillverkningssiffrorna för de olika W06-versionerna är väldigt osäkra, eftersom ett antal bilar modifierades till andra specifikationer före leverans och andra byggts om senare, både vid fabriken och på andra sätt.
| Modell | Antal |
| ------ | ----- |
| S      | 146   |
| SS     | 111   |
| SSK    | 33    |
| SSKL   | 7     |

## Bilder

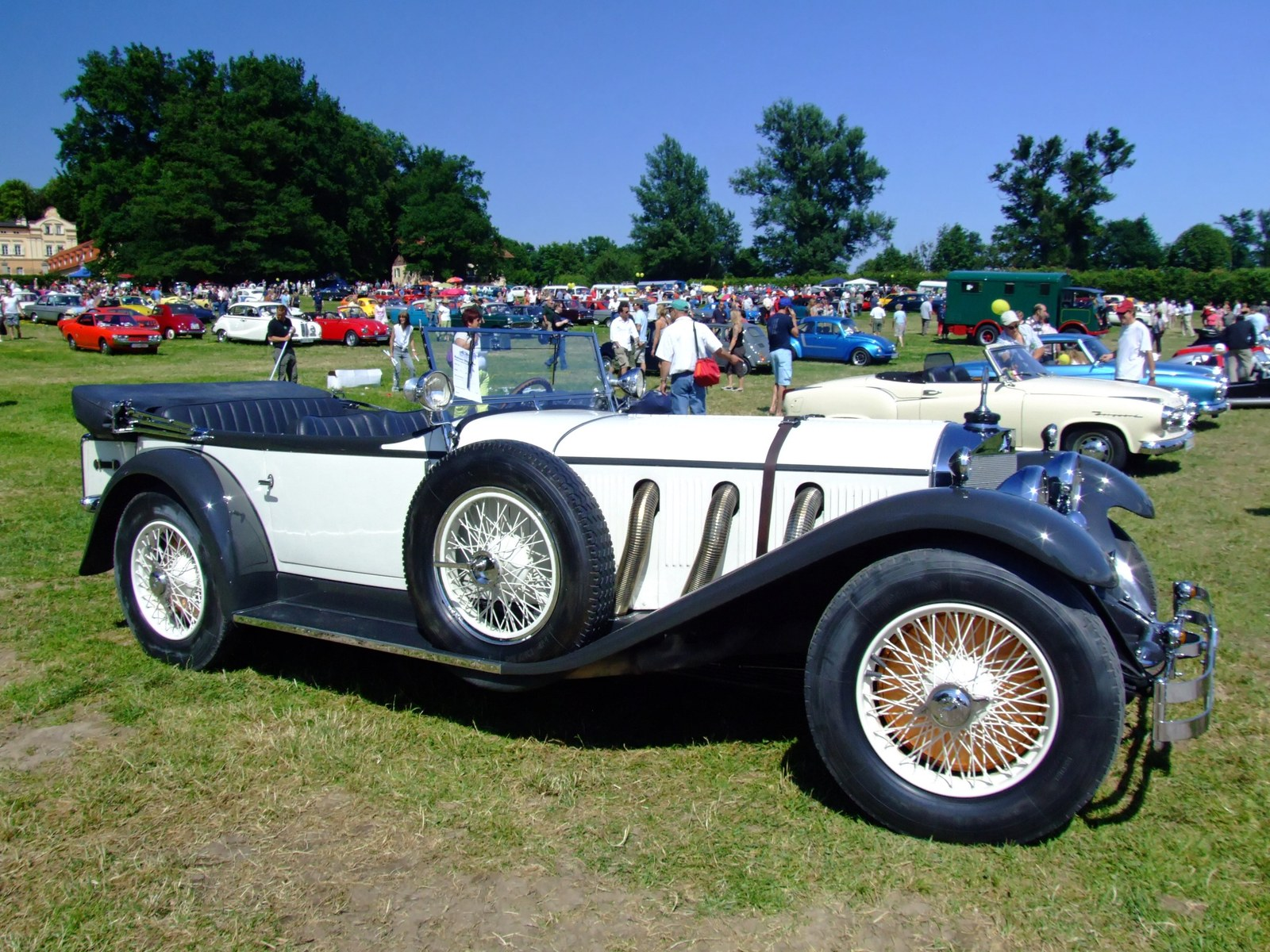
SS
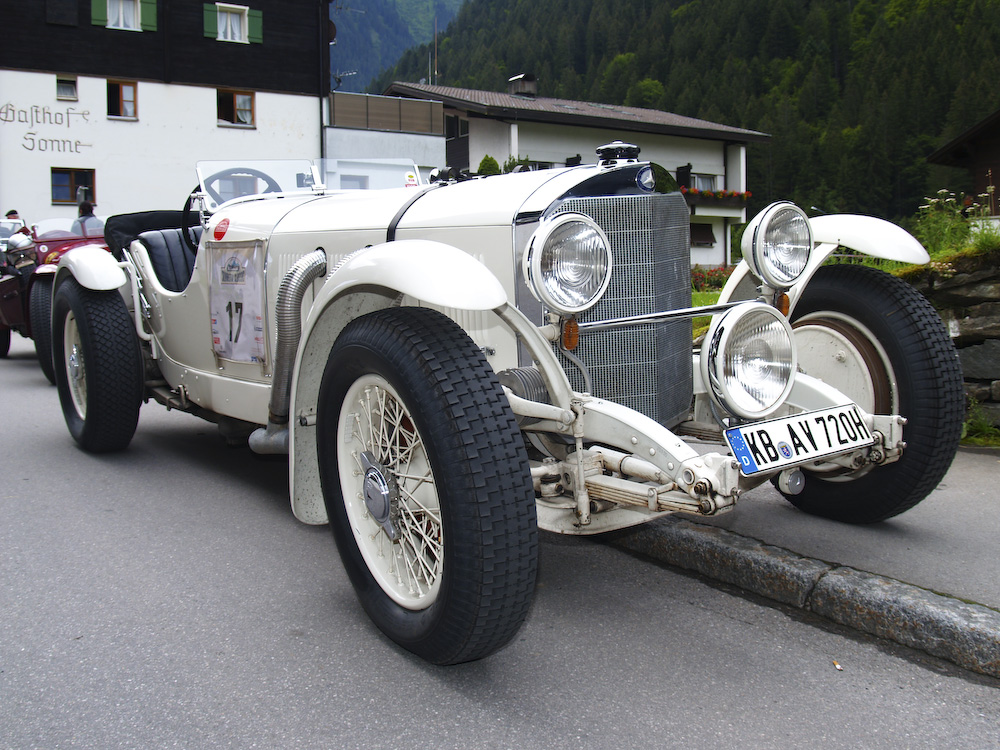
SSK
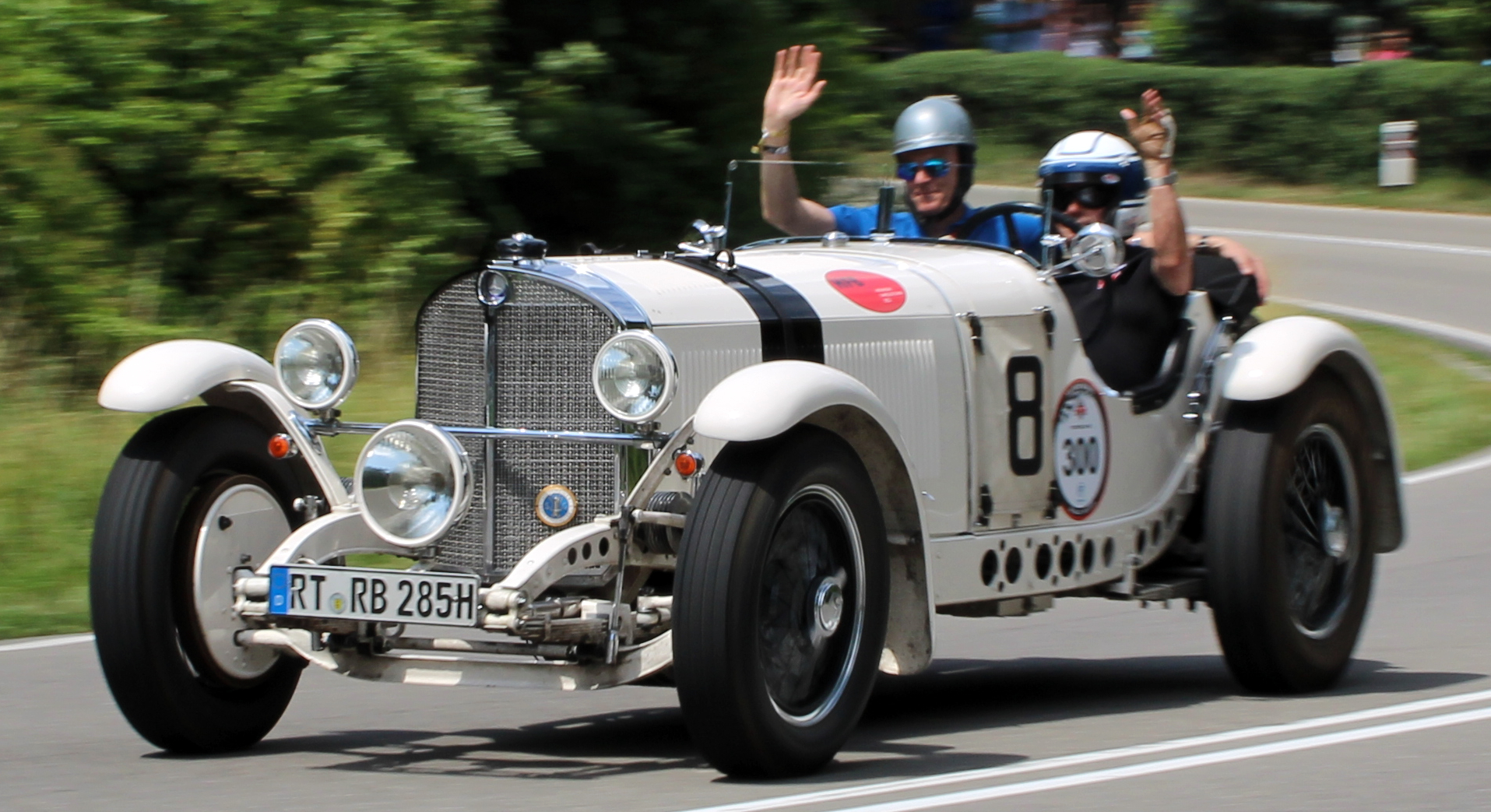
SSKL
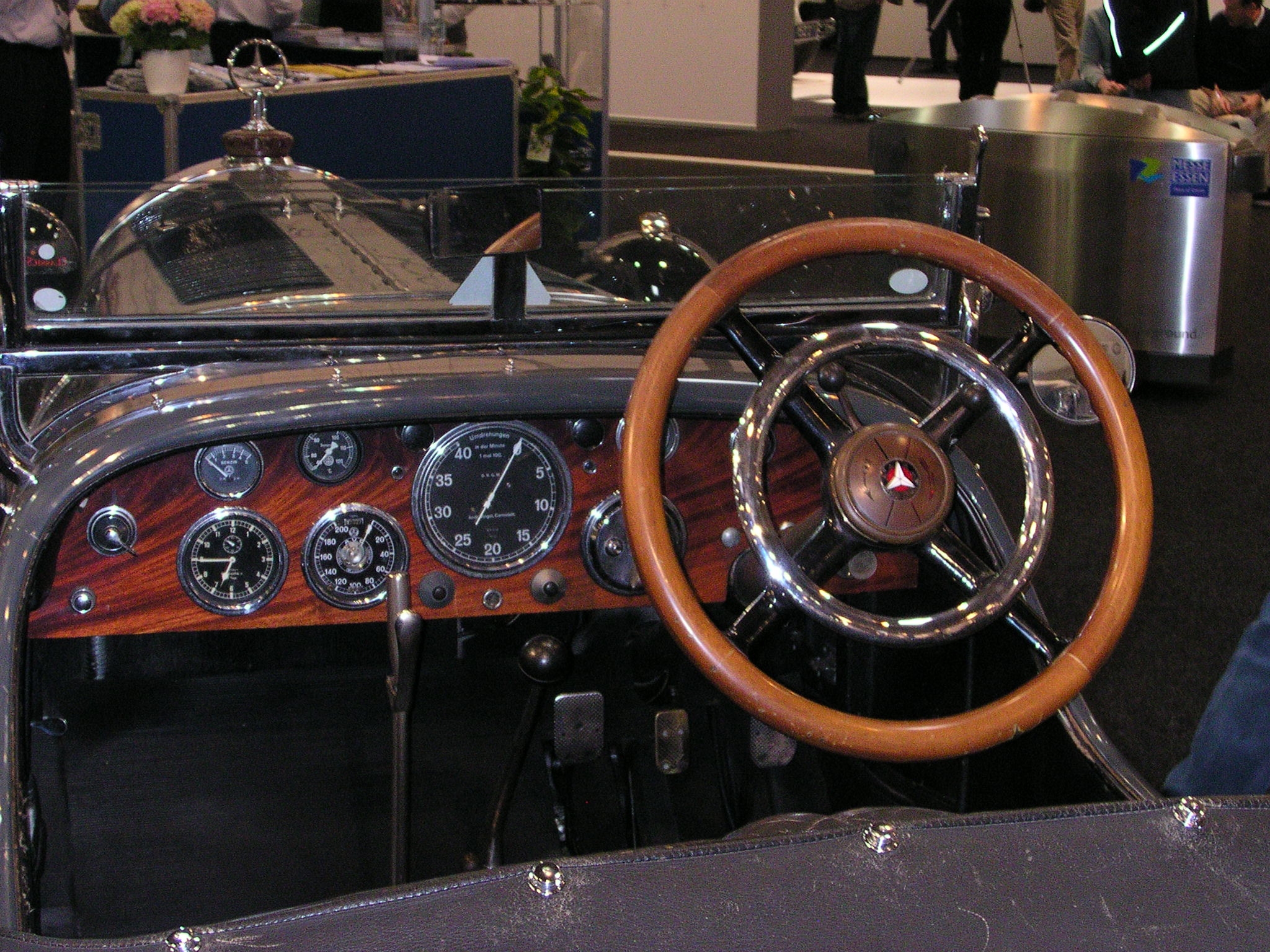
Instrumentbrädan